# 2014 FM72
2014 FM72 est un objet transneptunien du disque des objets épars encore mal connu, n'ayant été observé que sur un arc d'observation d'un peu plus d'un an. 